# Rubén Galindo Jr.
Rubén Galindo Ubierna, nome artístico Rubén Galindo Jr. (Cidade do México, 25 de maio de 1962) é um produtor, diretor e roteirista de televisão e cinema mexicano. Filho do cineasta Rubén Galindo Aguilar, realizou diversas produções no cinema e na televisão, entre eles La Mugrosita, Amy, la niña de la mochila azul e Cantando por um Sueño.
Atualmente é produtor-executivo da Televisa.

## Obras

### como Diretor
- 1993: Un Homble Selvaje
- 1993: El psicópata asesino
- 1992: Mutantes del año 2000
- 1991: Operativo de alto riesgo
- 1991: Resucitaré para matarlos
- 1990: Ladrones de tumbas
- 1990: Rescate mortal
- 1988: Don't Panic
- 1985: Cementerio del terror
- 1985: Enemigos a muerte

### como Produtor
- 2012: ¡Hazme reír!
- 2008: El show de los sueños: Sangre de mi sangre
- 2007: Bailando por un sueño
- 2007: Buscando a Timbiriche, la nueva banda
- 2007: Los 5 magníficos
- 2006: Reyes de la canción
- 2006: Bailando por la boda de tus sueños
- 2006: Los reyes de la pista
- 2005: Cantando por un sueño
- 2004: Gloria: de los angeles
- 2004: Amy, la niña de la mochila azul (TV) (Novela)
- 2004: Gloria... Sin censura
- 2004: Día de perros
- 2001: El recuento de los daños
- 1997: Al norte del corazón (TV) (Novela)
- 1993: Un hombre salvaje
- 1992: El psicópata asesino
- 1992: Mutantes del año 2000
- 1991: Operativo de alto riesgo
- 1991: Resucitaré para matarlos
- 1982: La mugrosita

### como Escritor
- 2004: Amy, la niña de la mochila azul (TV) (Novela) (adaptação) (colaborador)
- 1997: Al norte del corazón (TV) (Novela) (autor principal)
- 1990: Mutantes del año 2000
- 1990: Ladrones de Tumbas
- 1990: Rescate Mortal
- 1988: Don't Panic
- 1985: Cemiterio del Terror
- 1985: Enemigos a Muerte